# Ernst Froelich
Ernst Froelich (* 19. September 1866 in Greifswald; † 1928) war ein deutscher Unternehmer und Politiker (als Mitglied des Deutschen Reichstags).

## Leben
Ernst Froelich besuchte die Bürgerschule in Swinemünde und absolvierte eine Lehre in einem Berliner Speditionsgeschäft. Etwa zehn Jahre arbeitete er in einer der größten Brauereien Deutschlands, zuletzt als Vorsteher eines umfangreichen Zweiggeschäfts dieses Unternehmens. Danach war er Inhaber einer Mineralwasserfabrik. Er erlangte den Titel eines Hoflieferanten.
Seit seinem 23. Lebensjahr war Froelich politisch engagiert und hielt unter anderem Referate in der Potsdamer Stadtverordnetenversammlung über die Besteuerung der Warenhäuser und das Schächtverbot. Zudem war er Ehrenmitglied des Deutschen Turnvereins in Berlin und Vorstand des Bundes der Industriellen.
Von 1903 bis 1907 war er für die Deutsche Reformpartei Mitglied des Deutschen Reichstags für den Wahlkreis Regierungsbezirk Frankfurt 5 (Landkreis Oststernberg, Landkreis Weststernberg).